# Accurev
Accurev är ett versionshanteringssystem som primärt är avsett för utveckling av programvara. Accurev har stöd för geografiskt distribuerad utveckling (multi-site) och integration med Eclipse, Microsoft Visual Studio och JetBrains IntelliJ IDEA.

## Plattformar
- Mac OS
- Linux
- SunOS/Solaris
- AIX
- HP-UX